# Llech
Der Llech (katalanisch: El Llec) ist ein kleiner Fluss in Frankreich, der im Département Pyrénées-Orientales in der Region Okzitanien verläuft. Er entspringt unter dem Namen Correc de les Collisses nordöstlich des Pic du Canigou im Gemeindegebiet von Estoher, entwässert generell Richtung Nordnordost durch ein gering besiedeltes Gebiet in der Comarca Conflent in Nordkatalonien und mündet nach rund 16 Kilometern an der Gemeindegrenze von Espira-de-Conflent und Finestret als linker Nebenfluss in die Lentilla.

## Orte am Fluss
(Reihenfolge in Fließrichtung)
- Estoher
- Espira-de-Conflent

## Sehenswürdigkeiten
Der Oberlauf des Flusses bildet das nationale Naturschutzgebiet (ZNIEFF) Vallée du Llech.